# Kreis Weimar-Land
De Kreis Weimar-Land was een kreis in de Duitse Democratische Republiek (DDR). De kreis bestond tussen 1952 en 1994 en maakte deel uit van de Bezirk Erfurt en aansluitend van het Land Thüringen na de Duitse hereniging. De Kreisstadt was Weimar.

## Geschiedenis
Op 25 juli 1952 vond er in de DDR een omvangrijke herindeling plaats, waarbij onder andere de deelstaten werden opgeheven en nieuwe Bezirke werden gevormd. De kreis ontstond bij deze herindeling uit delen van de toenmalige landkreise Weimar, Jena en Rudolstadt. Bestuurlijk werd de kreis bij de Bezirk Erfurt ingedeeld en had Weimar als bestuurszetel.
Op 17 mei 1990 werd de kreis in Landkreis Weimar hernoemd. Bij de Duitse hereniging later dat jaar werd de landkreis onderdeel van het nieuw gevormde Land Thüringen. Vier jaar later, op 1 juli 1994, vond er een herindeling in Thüringen plaats, waarbij de kreis werd opgeheven en opging in de Landkreis Weimarer Land.

## Referentie
1. ↑  Gesetz über die Selbstverwaltung der Gemeinden und Landkreise in der DDR (Kommunalverfassung) vom 17. Mai 1990[dode link]

Apolda · 
Arnstadt · 
Eisenach · 
Erfurt (stadtkreis) · 
Erfurt-Land · 
Gotha · 
Heiligenstadt · 
Langensalza · 
Mühlhausen · 
Nordhausen · 
Sömmerda · 
Sondershausen · 
Weimar (stadtkreis) · 
Weimar-Land · 
Worbis